# Markus Flaig
Markus Flaig (* 1971 in Horb am Neckar) ist ein deutscher Sänger der Stimmlage Bassbariton.

## Leben
Markus Flaig studierte Kirchenmusik und Schulmusik, dann Gesang bei Beata Heuer-Christen in Freiburg und bei Berthold Possemeyer an der Hochschule für Musik Frankfurt. Seit 2006 arbeitet er mit Carol Meyer-Bruetting. Er war 2004 Preisträger des Internationalen Johann-Sebastian-Bach-Wettbewerbs in Leipzig in der Kategorie Gesang.
Für den Liedgesang arbeitet er mit dem Pianisten Jörg Schweinbenz. Er sang die Uraufführung eines Orchesterliederzyklus nach Gedichten von Thomas Bernhard, den Franz F. Kaern für ihn komponierte.
Markus Flaig tritt regelmäßig mit der Frankfurter Kantorei auf, geleitet von Winfried Toll, 2001 in Händels Dixit Dominus im Sendesaal des Hessischen Rundfunks, 2006 in Bachs h-Moll-Messe in der Heiliggeistkirche des Dominikanerklosters und 2010 in Händels Messiah in der Alten Oper. Am 3. April 2009 sang er mit dem Chor in Tel Aviv in einem Konzert anlässlich des 100-jährigen Bestehens der Stadt. Im Mann Auditorium wurde zu diesem Anlass mit dem Israel Chamber Orchestra Mozarts Requiem und Mendelssohns Die erste Walpurgisnacht aufgeführt.
Flaig singt regelmäßig mit der Rheinischen Kantorei, geleitet von Hermann Max. 2008 führten sie Konzertprogramme, in denen Bachs kurze Messen im Mittelpunkt standen, beim Bachfest Leipzig in der Nikolaikirche, bei den Wartburgkonzerten in Eisenach und bei den Musikwochen Weserbergland, mit Veronika Winter, Henning Voss und Jan Kobow. 2009 sang er Bachs vollständiges Weihnachtsoratorium. 2010 übernahm er in der Tonhalle Düsseldorf die Bass-Arien in Bachs Johannes-Passion in der Bearbeitung von Robert Schumann. Beim Rheingau Musik Festival trat er 2008 in Kloster Eberbach in Haydns Stabat Mater und Mozarts Krönungsmesse auf.
2004 war er die Vox Christi (Stimme Christi) in Bachs Johannes-Passion, neben Werner Güra als Evangelist, in Konzerten mit der Camerata Vocale Freiburg, von Toll geleitet unter anderem im Konzerthaus Freiburg und dem Kultur- und Kongresszentrum Luzern.
2008 übernahm er die Partie des Jesus in Hugo Distlers Choralpassion, op. 7, mit dem Kurt-Thomas-Kammerchor, der mit drei Konzerten in und um Frankfurt den 100. Geburtstag Distlers feierte.
2011 sang er die Bass-Partie in Händels Messiah in St. Martin, Idstein, mit Katia Plaschka, Andreas Scholl und Ulrich Cordes. Seine „in lichter Höhe verankerte, ins Schwarze reichende Tiefe“ wurde hervorgehoben.
Im Februar 2015 sang Flaig erstmals im Rahmen der Kantatenaufführungen der J. S. Bach-Stiftung unter Rudolf Lutz.

## Einspielungen
Flaig nahm Solo-Kantaten von Bach, Telemann und Graupner auf. Mit Thomas Hengelbrock spielte er Johann Kaspar Kerlls Missa superba ein, mit Tobias Hiller Bachs h-Moll-Messe, und mit Martin Lutz die Bachkantate Du Hirte Israel, höre sowie die Bass-Arien der Matthäus-Passion, mit der Schiersteiner Kantorei und Christoph Prégardien als Evangelist. Er nahm Bachs Weihnachts-Oratorium mit Hermann Max auf, Händels Brockes-Passion, HWV 48, mit Peter Neumann, und die Markus-Passion von Friedrich Nicolaus Bruhns mit Ralf Popken.
Flaig ist beteiligt an einem Projekt, Schuberts mehrstimmige Gesänge aufzunehmen, zusammen mit Sibylla Rubens, Silke Schwarz, Regina Jakobi, Ingeborg Danz, Hildegard Wiedemann, Markus Schäfer, Marcus Ullmann, Thomas E. Bauer, Marcus Schmidl, und dem Pianisten Ulrich Eisenlohr.
2013 erschien in Zusammenarbeit mit dem Pianisten Jörg Schweinbenz eine Solo-CD mit Liedern von Hugo Wolf beim Label Spektral.
CD
- Giuseppe Peranda: Sacred Music from Dresden. (Missa in a, Repleti sunt omnes, Accurite gentes, Timor et tremor, Factum est proelium; Vincenzo Albrici: Sinfonia à 2; David Pohle: Sonata à 6.) Miriam Feuersinger, Maria Cristina Kiehr (Sopran), Alex Potter (Altus), Raphael Höhn, Jakob Pilgram (Tenor), Markus Flaig (Bass), Abendmusiken Basel, Jörg-Andreas Bötticher (Orgel und Leitung). Coviello Classics, 2018.

DVD
- Johann Sebastian Bach: Erfreute Zeit im neuen Bunde. Kantate BWV 83. Rudolf Lutz, Orchester der J. S. Bach-Stiftung, Jan Börner (Sopran) Alex Potter (Altus), Julius Pfeiffer (Tenor), Markus Flaig (Bass). Samt Einführungsworkshop sowie Reflexion von Cornelia Cazis. Gallus Media, 2016.[10]